# Агаев, Ахмед-бек
Ахмед бек Агаоглу или Ахмед-бек Агаев (азерб. Əhməd bəy Ağaoğlu, азерб. Əhməd bəy Həsən bəy oğlu Ağaoğlu, тур. Ahmet Ağaoğlu; декабрь 1869 года, Шуша, Елизаветпольская губерния — 19 мая 1939 года, Стамбул) — азербайджанский и турецкий общественный деятель, политик, журналист, педагог, писатель и тюрколог.
По возвращении после учёбы во Франции открыл в 1896 году в Шуше первую библиотеку-читальню. В 1897 году по приглашению Гаджи Зейналабдина Тагиева приехал в Баку, где начал писать статьи в газете «Каспий». Вместе с Али-беком Гусейнзаде был также редактором газеты «Хайят».
В 1905 году создал тайную организацию «Дифаи» для борьбы с царским правительством и дашнаками. Прожив тайно несколько месяцев у своих друзей из-за преследования со стороны царского правительства в 1909 году переехал в Стамбул, чтобы избежать ареста.
Агаоглу, бывший одной из ведущих фигур национального движения «Тюркский очаг», был президентом конгресса, проведённого этой организацией. Затем вступил в партию младотурок «Единение и прогресс» (тур. İttihat ve Terakki). Работал директором библиотеки в Сулеймание, редактором журнала «Тюрк юрду» («Родина тюрка»), преподавал тюркско-монгольскую историю и русский язык в Стамбульском университете.
Был советником командующего Кавказской исламской армией, пришедшей в 1918 году на помощь Азербайджанской Демократической Республике.
В период АДР был избран членом парламента АДР. Входил в состав делегации, отправленной правительством АДР для участия в Парижской мирной конференции. По пути в Париж был арестован англичанами в Стамбуле вместе с другими руководителями партии «Единение и прогресс» и сослан на остров Мальта.
По возвращении из ссылки руководил управлением прессы и информации в Анкаре, был главным редактором газеты «Хакимиййет-и Миллийе». После избрания депутатом Великого национального собрания Турции второго и третьего созывов был политическим консультантом Мустафы Кемаля Ататюрка по зарубежным вопросам.
Постановлением Кабинета министров Азербайджана от 7 мая 2019 года № 211 включён в перечень авторов, произведения которых объявлены государственным достоянием Азербайджана.

## Происхождение
Родился в 1869 году в городе Шуша. Его отец, Мирза Гасан-бек, принадлежал к знатному карабахскому роду Гурдлар. Этот род в XVIII веке переехал из Эрзурума в Гянджу, позднее в Карабах. Мирза Гасан-бек был состоятельным фермером, занимавшимся выращиванием хлопка. То, что родственникам Ахмед-бека с отцовской стороны был дарован титул «Мирза» (титул людей, получивших образование или занимавших небольшие государственные должности), говорит о том, что его семья принадлежала к прослойке интеллигенции. Его дед, Мирза Ибрагим, был одним из самых известных учёных города Шуша. Он был каллиграфом и писал стихи на турецком языке. Его дяди также владели, кроме турецкого фарси, арабским и русским языками. Мать Ахмед-бека, Тазе ханым, происходила из шушинского рода Сарыджалы и приходилась дочерью Рафи-беку и сестрой Зейналабдин-беку Рафибекову.

## Образование

### Среднее образование
В своих воспоминаниях Ахмед-бек Агаоглу указывал, что образование получил благодаря участию матери и дяди со стороны отца. Дядя Мирза Мухаммед, желая, чтобы Ахмед стал муджтахидом (учёный богослов), нанял ему с 6 лет учителей фарси и арабского языка. Учившийся на первых порах в квартальной школе Агаоглу по инициативе матери тайком изучал и русский язык. Как вспоминал А. Агаоглу, его мать, несмотря на то, что была религиозной, не любила ахундов, мулл. Эти взгляды, писал он, изменили вектор его образования с Наджафа, Кербелы в сторону Санкт-Петербурга, Парижа.
После того, как в 1881 году в Шуше открывается шестилетнее Шушинское реальное училище, наместник Карабаха, собрав мусульманское население в доме Хуршидбану Натаван, призывает их отдать своих детей в это учебное заведение. Отец Ахмед-бека дав слово наместнику, отправляет сына в эту школу. Два преподавателя этого училища, учитель истории Шинеёвский и учитель математики Поликарп сильно повлияли на мировоззрение Ахмед-бека. Оба были против царского режима и вели революционную пропаганду, в том числе и в училище. Именно здесь Агаоглу впервые знакомится с западной идеологией. В своих мемуарах Ахмед-бек писал, что училище располагалось в армянском квартале города. Лишь пятеро из учащихся были мусульманскими детьми.
По окончании 6 класса училища А. Агаоглу продолжил образование в 1-й Тифлисской гимназии. Ахмед-бек писал, что он был единственным тюрком в гимназии. Там он по настоянию друзей принимал участие в тайных собраниях общества «Народник». Эти собрания оставили глубокий след в мировоззрении Агаоглу. После успешного окончания гимназии Агаоглу вернулся в Шушу с дипломом отличия и вознаграждением в триста рублей. Проведя лето того года в Шуше на пастбище вместе со своим дядей, он отправился в Петербург.

### Высшее образование

#### Петербургский период
Уехав в августе 1887 года в Петербург для получения высшего образования, Агаоглу снимал жильё у одной христианской семьи. Эта семья сильно удивилась, когда узнала, что Агаоглу является тюрком, потому что до этого в Петербург за высшим образованием приезжала армянская молодёжь и представители других народов, исповедующих христианство. По крайней мере, никого из студентов-тюрков эта семья не знала.
Молодые кавказцы, с которыми Агаоглу познакомился в Петербурге, однажды приводят его в общежитие Объединения кавказских студентов. Он узнаёт, что там живут четыре тюрка. Одним из них был Алимардан Топчибашев, другим — внук бывшего шейх-уль-ислама Кавказа Али-бек Гусейнзаде. Остальные двое получали образование по специальности дорожной инженерии. Агаоглу успешно сдаёт все экзамены Технологического института. Неудача постигает его лишь на последнем экзамене по алгебре, когда он правильно решает задачу вне программы, но профессор не принимает его ответ, так как считает его евреем. Такое отношение вызывает сильное возмущение молодого Ахмеда и обиду на всех русских. Агаоглу впоследствии в своих воспоминаниях так описывает те дни:
Такая несправедливость обжигала меня. Смешавшиеся друг с другом разочарование и оскорблённое самолюбие жгли меня. Мой гнев был так велик, что я был готов утопить всю Россию в ложке воды. Я испытывал глубокий гнев, злобу, враждебность ко всем – от царя до нигилиста, от университета до профессора, от прессы до литературы, от языка до науки, ко всем и ко всему, носящему русское имя и русский дух.
Нет, нет, я не могу здесь оставаться. Я не могу жить в Петербурге. Я обязательно должен уехать. Но куда, как?

Мне было лишь 19 лет. Ах, данные этим возрастом смелость, страсть, безразличие и инициативность! Некий голос внутри меня вопил: «Париж, Париж». Да, я поеду в Париж. Буду там учиться, окончу там университет и таким образом и русским отомщу, и утолю своё самолюбие.

#### Парижский период
8 января 1888 года Ахмед-бек прибывает в Париж. Попутчица, с которой он знакомится в поезде, советует ему остановиться в «Hotel de Petersburg», где по большей части селятся гости из России. Не знающий никого в Париже и не говорящий по-французски, Ахмед-бек туда и отправляется. С первого же дня становится ясно, что расходы на отель будут большими. Работник отеля через своих друзей знакомит Ахмед-бека с двумя грузинами, обучающимися в Париже. Эти студенты помогают ему снять комнату у одной пожилой дамы. Ахмед-бек начинает изучать французский язык. Спустя некоторое время у него заканчиваются деньги, и он попадает в долги. Из присланных дома денег он возвращает долги и переселяется в пансион на улице де ла Гласьер. Там он знакомится с двумя иранцами и тремя египтянами. По их совету Ахмед начинает посещать лекции в Коллеж де Франс и Практической школе высших исследований.
В Коллеж де Франс еженедельно читал лекции французский философ и историк Эрнест Ренан, а в Практической школе высших исследований — на тему «История восточных народов» востоковед и филолог Джеймс Дармстетер. Оба учёных сыграли большую роль в формировании Агаоглу. В 1888—1889 учебном году Ахмед-бек начинает получать юридическое образование в Парижском университете Сорбонна. Но круг его интересов не ограничивается лишь правом. Интересуясь историей восточных цивилизаций и религий, он посещает школу восточных языков, где ему преподают эксперты по восточным языкам Шарль Шефер и Шарль Барбье-де-Мейнар. Затем Ахмед-бек по рекомендации Джеймса Дармстетера и по рекомендательному письму Эрнеста Ренана Джульетте Адам входит в закрытый клуб интеллигенции. Джульетта Адам была учредителем и редактором журнала La Nouvelle Revue и в то же время организатором этого клуба. Здесь представители науки и искусства Франции вели различные политические, научные, исторические, философские беседы. В 1891—1893 годы в журнале «La Nouvelle Revue» публикуется цикл статей Ахмед-бека под названием «Иранское общество». В 1892 году он выступает на Международном востоковедческом конгрессе в Лондоне с докладом на тему «Маздакитские верования в шиитской религии». Впоследствии текст этого доклада был опубликован на нескольких европейских языках при финансировании Кембриджского университета.

## Деятельность
Ахмед-бек писал статьи на общественно-политические темы во французской прессе («Journal des débats» и другие). Также посылал свои публикации в газету «Кавказ».
В 1894 году, завершив учёбу во Франции, Агаоглу приезжает в Тифлис. В течение двух лет преподаёт французский язык в одной из местных гимназий. Наряду с этим продолжает сотрудничество с газетой «Кавказ». В 1896 году возвращается в Шушу. Здесь он начинает преподавать французский язык в Шушинском реальном училище, а также открывает первую библиотеку-читальню. В Шуше люди называют его «Фирянг Ахмед», то есть «Француз Ахмед». После того, как Ахмед-бек покидает Шушу, библиотека-читальня прекращает деятельность.
Ахмед бек Агаоглу понимал важность печатания газет для распространения своих идей. Однако после закрытия в 1891 году газеты «Кешкюль» Кавказский цензурный комитет запрещает печатание газет, хотя в тот же период на территории царской России действовали 19 газет на армянском и грузинском языках. Более двух миллионов азербайджанских тюрков вплоть до 1903 года были лишены этого права. Более того, временно исполнявший обязанности начальника Главного управления по делам печати Российской империи действительный статский советник М. П. Соловьёв на просьбу Магомед-аги Шахтахтинского, который в конце XIX века пытался получить разрешение на издание азербайджанской газеты, ответил отказом и сказал:
Я категорически не могу разрешить издание азербайджанской газеты. Зачем вашему народу газета? Ваша интеллигенция должна читать на русском языке, а простые азербайджанцы пусть пасут своих овец.
Только в 1896 году Гаджи Зейналабдин Тагиев покупает газету «Каспий» и отдаёт её представителям азербайджанской интеллигенции. И эта газета превращается в русскоязычную трибуну азербайджанской национальной интеллигенции. В газете, редактором которой был Алимардан-бек Топчибашев, издавались статьи таких просветителей, как Али-бек Гусейнзаде, Гасан-бек Зардаби, Фирудин-бек Кочарли.
В 1897 году Ахмед-бек по приглашению Гаджи Зейналабдина Тагиева прибывает в Баку для работы в газете «Каспий». Статьи, которые он писал после переезда в Баку, в основном были посвящены проблемам мусульманского общества, женщин в обществе. В своих публикациях Ахмед-бек указывал, что путь к национальному спасению лежит через культурное и образовательное развитие общества. Агаоглу, пропагандировавший идеи свободы женщин и считающий её основным фактором борьбы за свободу, был одним из первых представителей азербайджанской интеллигенции, призывавших к наделению женщин равными правами с мужчинами. Статьи Агаоглу способствовали ещё большей популяризации газеты «Каспий». В отдельные периоды тираж газеты достигал 10 тысяч, что было большим успехом для ежедневного издания. В цикл статей «Женщина в исламском мире», «Ислам, ахунд и фатихульгейб» Агаоглу повествовал об исламском мире. В труде «Женщина в исламском мире» он отмечал, что «без свободной женщины не может быть национального развития». А в произведении «Ислам, ахунд и фатихульгейб» критиковал многочисленность мазхабов (учений, доктрин) в исламе и отмечал, что наибольший вред исламу наносят ахунды и муллы. Эта позиция была воспринята в штыки религиозными деятелями, в его отношении даже была вынесена смертельная фетва. Как писал сын Ахмед-бека Самед Агаоглу, из-за своих произведений отец был вынужден провести 6 месяцев в домашнем затворничестве, в течение этого времени его дом охраняла полиция. Ситуация благополучно разрешилась лишь после вмешательства Тагиева.
Двумя основными врагами и неизлечимой раной мусульманского мира Ахмед-бек считал отсталость женщин и используемый алфавит. В своём произведении «Женщины согласно Исламу и в Исламе» он отмечал:
Только будучи свободно, независимо мыслящей матерью и женой, мусульманская женщина может целенаправленно выполнять свои социальные функции; только при этом условии она, воспитав в своих детях характер и волю, способна внедрять важные для общественной жизни чувства и мысли.
В 1905—1909 годах Ахмед-бек Агаоглу является членом Бакинской городской думы. За этот период он добивается решения целого ряда проблем города. В период деятельности является также членом комиссии по образованию и Попечительского совета Бакинского коммерческого училища. После принятого царём 18 февраля 1905 года решения об улучшении условий жизни населения и укрепления государственного строительства азербайджанские интеллигенты собираются 15 марта 1905 года в доме Тагиева для обсуждения своих предложений. Они формируют делегацию, которая должна была довести требования и предложения азербайджанских тюрков до Петербурга. В делегацию входят Ахмед-бек Агаоглу, Алимардан-бек Топчибашев, Али-бек Гусейнзаде. Ахмед-бек использовал поездку в Петербург также для того, чтобы донести до российской общественности реальную ситуацию на Кавказе, правдиво информировать её о причинах и последствиях начавшихся армяно-азербайджанских столкновений. По прибытии в Петербург Ахмед-бек публикует в газете «Санкт-Петербургские ведомости» статью о событиях 1905 года «Правда о бакинских событиях».. Эта статья имела очень важное значение. 16 апреля 1905 года Ахмед-бек Агаоглу, Али-бек Гусейнзаде и Алимардан-бек Топчибашев адресуют письмо наместнику Кавказа. В письме говорится о желании издавать газету «Хайат» («Жизнь») на азербайджанском языке. 22 апреля авторы письма получают положительный ответ. 7 июня 1905 года при поддержке Гаджи Зейналабдина Тагиева выходит в свет первый номер газеты «Хайат». После ухода из этой газеты Ахмед-бек Агаоглу при финансовой поддержке Исы-бека Ашурбекова учреждает ежедневную газету «Иршад», которой руководит в период 1905—1908 годов. Вскоре тираж газеты достигает 3 тысяч экземпляров. Согласно Тадеушу Светоховскому, «Иршад» отличалась от других издаваемых в тот период газет тем, что более радикально освещала проблемы общества. Именно поэтому газета была запрещена в Османской империи Абдул-Хамидом II.
Вернувшийся в августе 1906 года в город Шуша Ахмед-бек, собрав представителей азербайджанской интеллигенции, обсудил с ними ситуацию в регионе. По его предложению была создана партия «Дифаи». Официально партия называлась «Кавказский общемусульманский комитет защиты». Отделения или комиссии этой партии были созданы, можно сказать, во всех городах и уездах Азербайджана и Южного Кавказа, даже во Владикавказе. Ахмед-бек принимал непосредственное участие в создании уездных отделений партии. С этой целью он объездил весь Карабах и пропагандировал идею тесного сплочения всех мусульман вокруг этой партии. Организаторы партии вели также агитацию среди азербайджанского населения Дагестана. Ахмед-бек за эту деятельность подвергался преследованиям и поэтому был вынужден некоторое время скрываться. В своих воспоминаниях он так описывает эти дни:
Я был среди тех, кто жёстко преследовался. Дело дошло до того, чтобы было нарушено спокойствие моей семьи. В 1908 году в Турции произошла революция. К руководству пришли некоторые люди, которых я знал. В то же время казалось, что наместник на Кавказе Воронцов-Дашков принял решение обязательно задержать меня и отправить в ссылку. Как только я об этом узнал, сразу решил бежать в Стамбул.

### В Османской империи
Месяцами живший тайно в доме друзей Ахмед-бек по причине преследований и возможного ареста в середине 1909 года переезжает в Стамбул. Там Агаоглу работает инспектором в сфере просвещения, затем директором библиотеки Сулейманийе. В период работы инспектором он, побывав в течение 4 месяцев во всех частных, государственных начальных и средних школах Стамбула, готовит на основе своих наблюдений отчёт о текущей ситуации и проведении реформ. Он считал, что решение проблем в области образования играет большую роль в будущем страны. С октября 1909 года Агаоглу начинает преподавать тюркско-монгольскую историю и русский язык в Стамбульском университете. В этот период идеи тюркизма становятся основным направлением деятельности Ахмед-бека. Его деятельность в университете не ограничивается лишь преподавательством. Он также принимает активное участие в организации и усовершенствовании процесса обучения. В 1911 году он избирается руководителем комиссии по реформам факультета филологии, а затем — деканом факультета. Приведя свои дела в порядок, он пишет своей семье письмо, в котором отмечает, что планирует остаться в Турции. Его супруга Ситара ханым также соглашается переехать в Турцию. В 1910 году Ахмед-бек перевозит в Стамбул и свою семью.
Агаоглу после переезда в Стамбул продолжает и свою журналистскую деятельность. В 1909 году в газете «Каспий» публикуется цикл статей «Письма из Турции», «Национальный вопрос в Турции». Кроме того, Ахмед-бек пишет в Стамбуле статьи в такие газеты и журналы, как «Сырат-и Мустаким», «Себилуррешад», «Хикмет». Также сотрудничает с издаваемыми в Стамбуле газетами Сюруш" (на фарси для иранских подданных) и Le Jeune Turc (на французском языке). Кроме того, после смерти учредителя газеты «Терджюман-и Хакикат» Ахмеда Мидхата в 1912 году Агаоглу некоторое время возглавляет это еженедельное издание. В 1912 году Ахмед-бека дважды арестовывают за его статьи, но каждый его раз быстро освобождают.
В Турции Ахмед-бек Агаоглу поначалу вступил в общество «Тюрк дернейи», созданное Акчурой. Затем он стал одним из 6 учредителей общества «Тюрк юрду», созданного в 1911 году. Целью общества было открытие пансиона для тюркских детей и издание газеты для повышения интеллектуального уровня тюрков. В сентябре 1911 года общество стало издавать журнал «Тюрк юрду». Агаоглу стал писать статьи для этого журнала. В результате агитации, которую вёл журнал, в обществе стали распространяться идеи тюркизма. В 1911 году 190 учащихся Школы военной медицины обратились к Акчупе по поводу создания новой организации. Затем при участии представителей студентов школы и таких представителей интеллигенции, как Агаоглу и Акчура, была создана организация «Тюрк оджагы» («Тюркский очаг»). Среди создателей организации был и Агаоглу. Организации «Тюрк юрду» и «Тюрк оджагы» становятся известными на территории всей Турции. Если в 1914 году количество членов организации «Тюрк оджагы» составляло 3 тысячи человек, то в 1920 году оно уже превышало 30 тысяч. Обе эти организации сыграли большую роль в войне за независимость Турции.
В 1912 году Ахмед-бек Агаоглу становится одним из 12-и членов центрального комитета партии «Единение и прогресс». В 1914 году избирается депутатом парламента («Меджлиси мабусан») Османской империи от региона Афьонкарахисар.
Агаоглу, занимавший высокие посты в Османском государстве, никогда не забывал свою родину. Он принимал активное участие в создании и деятельности Комитета защиты прав турецко-татарских мусульман России в Стамбуле в 1915 году. В 1915 году представлял Азербайджан на конференции национальных меньшинств России в Лозанне. Ахмед-бек также был одним из подписантов обращения к президенту США Вильсону во время Первой мировой войны о защите прав российских мусульман.

### В Азербайджанской Демократической Республике
28 мая 1918 года Азербайджан принимает Декларацию независимости. Для того чтобы спасти народ от физического уничтожения, новое правительство запрашивает у Османского государства военную поддержку на основании IV пункта Батумского договора, подписанного 4 июня 1918 года между АДР и Османским государством. После этого под командованием Нуру-паши создаётся Кавказская исламская армия. Агаоглу как советник Нуру-паши по политическим вопросам отправляется вместе с Кавказской исламской армией в Азербайджан. Когда армия достигает Гянджи, между Нуру-пашой и азербайджанским правительством возникают разногласия, которые становятся причиной июньского кризиса. Речь идёт о расхождении во мнениях между сторонниками создания национального правительства и сторонниками присоединения Азербайджана к Османскому государству. Агаоглу выступал за присоединение к Османской империи. Он воспринимал представительство в двух разных государствах азербайджанских и анатолийских тюрков, столь близких друг к другу географически, культурьно, лингвистически и этнически, как разобщение. Несмотря на столь серьёзную напряжённость, Ахмед-бек в период проживания в Гяндже учреждает газету «Тюрк сёзю» («Тюркское слово»). Но из-за того, что армия пришла в движение для освобождения Баку, в свет вышло лишь два номера этой газеты.
После создания 7 декабря 1918 года парламента Азербайджанской Демократической Республики Агаоглу избирается депутатом от фракции беспартийных от Зангезурского уезда. Таким образом, он становится как представителем Афьонкарахисара в парламенте Турции, так и представителем Зангезура в азербайджанском законодательном органе.
На пятом заседании парламента АДР, состоявшемся 26 декабря 1918 года, Ахмед-бек Агаоглу заявляет о том, что до обеспечения признания АДР зарубежными государствами, прежде всего, необходимо добиться признания со стороны внутренних сил. Поэтому он предлагает создать такую власть, которая способна нейтрализовать и внешних, и внутренних врагов. Агаоглу также требует, чтобы в армию призывались все лица, достигшие соответствующего возраста, вне зависимости от их классовой принадлежности. Кроме того, он указывает на необходимость отправки делегации для обеспечения признания республики в зарубежных государствах.
28 декабря 1918 года утверждается состав делегации, которой было доверено представить АДР на Парижской мирной конфереции. В делегацию, возглавляемую Алимардан-беком Топчубашевым, был включён и Агаоглу. 9 января 1919 года делегация отправилась специальным поездом из Баку в Тифлис. Её на вокзале провожали члены парламента во главе с Фатали-ханом Хойским и общественно-политические деятели. На церемонии выступили Мамед Эмин Расулзаде и Ахмед-бек Пепинов, а от имени делегации — Ахмед-бек Агаоглу. 11 января 1919 года делегация прибыват в Тифлис, а 14 января — в Батум. Впоследствии Агаоглу рассказал в своей книге «Воспоминания о перемирии и ссылке» об увиденном в Батуме несправедливом отношении к мусульманскому населению, обезоруженных турецких войсках и обстановке в целом. Он писал, что англичане для управления городом создали некую структуру, состоящую из представителей различных народов. Несмотря на то, что 80 % населения составляли мусульмане, в структуре было 2 грека, 2 армянина и 2 мусульманина. Это было явной дискриминацией англичанами мусульманского населения Батума. 21 января делегация добирается до Стамбула. Но в Босфорском проливе пассажирам судна, на котором находились азербайджанская, грузинская и армянская делегации, в течение 8-и часов не разрешают сойти на берег. Затем их всё же доставляют на берег, откуда отправляют в английское посольство, расположенное в регионе Бейоглу. После нескольких часов ожидания их уже ночью принимают и проверяют документы, но при этом требуют вновь явиться утром в посольство. 22 января делегация Азербайджана проводит заседание в дома Топчубашева, на котором определяет организационные вопросы и задачи членов делегации. Он публикует во франкоязычной газете Стамбула Kurie de Turki статью, в которой даёт жёсткий ответ на все эти обвинения. Но было уже поздно — Агаоглу уже был внесён в список лиц, подлежащих аресту, как ярый сторонник партии «Единение и прогресс». Его представляли как лидера партии, пламенного и активного представителя в турецком парламенте и в прессе, противника стран-союзниц. Агаоглу обвиняли чуть ли не во всех грехах партии, и особенно, кабинета Талята-Энвера. Далее англо-французские представители, оккупировавшие Стамбул, объявляют:
Азербайджанская делегация не должна брать с собой Ахмед-бека Агаоглу. Как турецкий журналист и член турецкого парламента, как человек, постоянно говорящий и пишущий против нас, он является для нас нежелательной персоной.
Позже Топчубашев в своём письме азербайджанскому правительству отмечает:
Мои утверждения о том, что Ахмед-бек родом из Карабаха, что он избран членом азербайджанского парламента, является очень важным лицом для делегации, не смогли рассеять подозрения. Никакой роли не сыграло и гарантийное письмо, выданное Ахмед-беку Агаеву генералом Томсоном.

### Ссылка на Мальту
В конце февраля 1919 года Ахмед-бек заболевает испанским гриппом, из-за чего его арест откладывается. В течение двух недель он лежит в постели с температурой 40 градусов. В период его болезни арестовывают таких иттихадистов, как Зия Гёкалп и Хусейин Джахид. Хотя к середине марта состояние Ахмед-бека улучшается, он всё ещё не может подняться с постели. Спустя несколько дней в его дом приходят двое полицейских, утверждая, что у них есть информация о готовящейся краже, и они пришли, чтобы помочь с охраной семьи. На самом деле их целью было предотвратить возможный побег Агаоглу после полного выздоровления и арестовать его. Уже на следующий день полицейские его арестовывают. Врач, которого привели полицейские, утверждает, что содержание Ахмед-бека в тюремных условиях опасно для его жизни. Однако, несмотря на это, Агаоглу доставляют в полицейское отделение Эминёню, а 19 марта перевозят в военную тюрьму под названием Бекирага Бёлюйю. В Османском государстве в этой тюрьме содержали особо опасных политических заключённых. Спустя немного времени после ареста министр просвещения Османского правительства Али Кямал, желаю угодить англичанам, подписывает приказ об освобождении Агаоглу и Зии Гёкалпа от преподавания в Стамбульском университете. Так, супруга Ахмед-бека Ситара ханым и их пятеро детей, самому старшему из которых было всего 17 лет, лишаются единственного стабильного источника доходов. Азербайджанская делегация в период пребывания в Стамбуле оказывает нуждающейся семье А.Агаоглу материальную помощь в размере 150 лир. Кроме того, в период пребывания Ахмед-бека в заключении его друзья Гейдар Рифат-бек и Али-бек Гусейнзаде оказывают его семье моральную поддержку.
Самед Агаоглу так вспоминает разговор между матерью и отцом:
Вновь мы с матерью были в Бекирага. Мать сказала отцу, что внутренний голос уже несколько дней подсказывает ей, что их сдадут англичанам.
Отец удивлённо посмотрел на супругу: «То есть как это, «сдадут»?»
Мать улыбнулась: «Они сами вам ничего сделать не смогут. А из-за страха вас не освободят. Поэтому и сдадут англичанам. Это для них самых лёгкий путь.

До сих пор слышу гневный голос отца: «Ты сошла с ума, Ситара. Как может государство сдать своего гражданина врагу? Останется ли честь этого государства? Одно дело поражение, другое – бесчестие! Выкинь это из головы. Что бы они ни сделали с нами, они сделают это здесь!» Мать опустила голову: «Увидишь, Ахмед. Но, может, это и к лучшему
Спустя всего 15 дней после этого разговора, 28 мая, британцы сослали Ахмед-бека и ряд известных турецких деятелей на остров Мальта. Однако группа заключённых из 12-и бывших членов правительства, политиков и общественных деятелей, куда был включены Агаоглу и Зия Гёкалп, достигла места назначения не сразу. 29 мая их высадили на небольшом острове Лимни в Эгейском море, где разместили в арестантстком лагере, который не был подготовлен для содержания заключённых. Заключённых тут знали не по именам, а номерам. Агаоглу был известен как заключённый номер 2764. Их содержали на пустой территории, с четырёх сторон огороженной колючей проволокой и вышками стражников. Из-за того, что там не было ни одного здания, годного для жилья, заключённые ночевали в железных бочках. Лишь спустя 4 месяца — в сентябре 1919 года их доставили на Мальту.
В период ссылки Агаоглу пишет критикующие Османское государство статьи. В одной из них он отмечает, что никогда ранее ни одно государство не сдавало собственными руками своих детей врагу.
Агаоглу и на Мальте вёл бесстрашную, открытую, системную, аргументированную борьбу против англичан, не опасался критиковать их. Неоднократно выражал свой резкий протест против самоуправства англичан, писал официальным лицам письма, в которых настаивал на своём праве на освобождение. В одном из писем, в частности, он писал:
Я не хочу ни милосердия, ни помилования. Я хочу справедливости! Я заранее согласен предстать перед судом и подчиниться решению этого суда. Британцы своей силой мирового масштаба могут сокрушить многих беззащитных людей вроде меня. Но что это прибавит к славе Великобритании? Я говорю все это не для того, чтобы просить вашей милости. Нет! Я ни в коем случае не принимаю ни милосердия, ни прощения. Я хочу справедливости!
Ещё с молодости у Ахмед-бека были проблемы с правым глазом, и из-за длительного отсутствия лечения он постепенно терял зрение. В период ссылки у него начались сильные боли в глазу. Спустя некоторое время Агаоглу болезнь перешла и на левый глаз. Приглашённый врач заявил о необходимости операции и попросил за неё 50 фунтов стерлингов. Для заключённого, ниоткуда помощи не получающего, это была очень большая сумма. Агаоглу обратился за помощью к товарищу по ссылке Гусейну Джахиду Ялчину, финансовая обеспеченность которого позволила ему даже договориться с англичанами о том, чтобы его семья находилась на Мальте вместе с ним. Ялчин жил на вилле и вёл образ жизни, не сильно отличающийся от того, какой у него был в Стамбуле. Ялчын занимался творчеством, переводами с итальянского и английского языков. Не чувствовалось, что он испытывает угрызения совести перед товарищами-ссыльными. Не раз он повторял известную поговорку «кто платит, тот и заказывает музыку». Но Агаоглу рассчитывал, что сотоварищ, интеллигентный человек с пониманием отнесётся к его просьбе. При этом Ахмед-бек просил в долг и был готов подписать любые обязательства по его возвращению. Но Ялчин отказал, отметив, что заключённый не должен ни брать, ни давать в долг. А спустя годы, в 1933 году, Гусейн Джахид попросит у Ахмед-бека материальной помощи для издания журнала «Фикир Харекетлери». Агаоглу, сам будучи в нужде, продаёт из дома ковры и помогает Ялчину.
Ахмед-бека в трудной ситуации выручил офтальмолог Мехмет Эсат Ишиг, сосланный на Мальту как один из создателей Национального комитета, выступившего против Мудросского соглашения. Ишиг и Агаоглу в молодости жили в Париже. Врач согласился провести хирургическую операцию, если будут нужные лекарства и медицинские инструменты. Открывший в Стамбуле первую глазную клинику по европейским стандартам Мехмет Эсат прооперировал Ахмед-бека в сложнейших условиях, и, проявив подлинный профессионализм, спас его от угрозы потерять зрение.
6 апреля верховный комиссар Великобритании в Стамбуле сэр Г.Рамбольдт вновь озвучил предложение об обмене 22 английских военнопленных на первую группу заключённых, сосланных на Мальту, из 40 человек. Спустя 6 дней официальный Лондон согласился с предложением. Было решение, что сосланных 37 человек (трое уже покинули остров другим способом) доставят в один из итальянских портов и отпустят на свободу. Британцы не хотели брать на себя обязательство перевозить турецких сосланных в Стамбул, а у большинства из них не было средств на то, чтобы вернуться на родину. Арестованные смогли покинуть Мальту лишь 30 апреля, 1 мая корабли британского флота доставили их в итальянский порт Таранто. При помощи представителя Анкары в Риме Джами-бека Агаоглу 28 мая 1921 года вернулся в Стамбул. Дома его ждало письмо от первого председателя Совета народных комиссаров Азербайджанской ССР Наримана Нариманова. Нариманов предлагал ему приехать в Баку и занять один из ключевых постов в правительстве. В ответном письме, написанном 5 июня 1921 года, Ахмед-бек поблагодарил Нариманова, но отвер предложение, объяснив своё решением тем, что не разделяет взглядов советской власти, что видит спасение тюрков в османском тюркизме, и что считает свои моральным долгом вернуться в Анкару, которая спасла его от тюрьмы.
В период ссылки Ахмед-бек совершенствовал своё знание английского языка, а также занимался творчеством. Из-за того, что почта была под серьёзным надзором, журналистской деятельностью он не занимался. Но взамен этого углубился в философские исследования и завершил своё произведение «Три культуры», посвящённое сравнительному исследованию мировых религий и культур. Мальтийская среда сыграла свою роль в создании этого произведения, которое Агаоглу по частям публиковал в издании «Тюрк юрду» («Родина тюрка»).

### Деятельность в Турции
В целях агитации борьбы с врагом в Турции в различные места Анатолии отправлялись агитационные группы Иршад. Ахмед-бек возглавлял одну из этих групп, и он согласился. Его группе было поручено передвигаться по дороге Чангыры-Кастамону-Инеболу и вести пропаганду среди населения. Затем им предстояло отправиться в Карс по дороге Трабзон-Гюмюшхане-Байбурт. В завершение в Карсе должна была быть учреждена ежедневная газета, а также учительская семинария. Ахмед-беку было поручено руководить и газетой, и семинарией. В июле 1921 года Агаоглу вместе с двумя товарищами выехал из Анкары на двухколёсном фаэтоне. Несмотря на большие трудности, они в течение четырёх с половиной месяцев вели активную агитацию во многих городах и посёлках. В конце 1921 — начале 1922 года Агаоглу сопровождал русского посла С.Аралова из Батума в Анкару. Об этом в своих воспоминаниях писал сам Аралов.
29 октября 1921 года Ахмед-бек, находясь в Карсе, назначается генеральным директором Главного управления печати и информации в Анкаре. Можно сказать, что ему поручается руководить всей информационной политикой кемалистского движения. Вернувшись в Анкару в декабре 1921 года, Ахмед-бек также начинает руководить Агентством «Анадолу». Он также был редактором официальной газеты «Хакимиййет-и Миллийе». Агаоглу, почти ежедневно выступавший на страницах газет, впоследствии собрал эти статьи и опубликовал в форме книги под названием «İxtilalmı, inqilabmı» («Восстание или революция»).
22 июля 1923 года 158-ю голосами Ахмед-бек избирается депутатом Великого национального собрания Турции, с 11 августа начинает деятельность в этом статусе. В период деятельности в законодательном органе был членом нескольких важных парламентских комиссий, в том числе, комиссий по международным вопросам и конституционным реформам. Сыграл большую роль в подготовке и принятии в 1924 году новой конституции Турции. 2 августа 1927 года переизбирается депутатом парламента от Карса.
29 декабря 1922 года вместе с товарищами добивается возобновления деятельности общества «Тюрк оджаглары», одним из создателей которого являлся. С марта 1923 года возобновляет работу печатный орган общества — журнал «Тюрк юрду». В 1924 году на первом в послевоенный период конгрессе общества «Тюрк оджаглары» избирается членом Центрального комитета организации.
В 1925 году начинает преподавать в Высшей школе права Анкары, создателем которой являлся. По некоторым сведениям, после выступлений на торжественном мероприятии Ататюрка и министра юстиции Махмуда Асада Бозгурда именно Ахмед беку было предоставлена честь провести первый урок в этом учебном заведении. 13 февраля 1926 года парламентарии выносят на обсуждение вопрос о том, что Ахмед-бек и Юсуф Кемаль получают зарплату и как депутаты, и как преподаватели. В ответ на критику оба изъявляют готовность безвозмездно обучать будущих юристов. Лекции Ахмед-бека за 1925/1926 и 1926/1927 учебные годы были изданы в виде сборника на арабском алфавите. Однако переход страны в 1928 году на латинский алфавит помешал доступу книги к широкой аудитории. В 2012 году эти лекции были переизданы на латинском алфавите. Ахмед-бек преподавал в Высшей школе права Анкары до 1930 года.
Наряду с активной деятельностью в Турции Агаоглу также помогал соотечественникам. В частности, оказывал материальную помощь издаваемому в Стамбуле Мамед Эмином Расулзаде журналу «Yeni Kafkasya» («Новый Кавказ»). Этот факт подтверждает содержание зашифрованного письма, написанного им 14 марта 1924 года, в котором говорится об отправке Мамед Эмину Расулзаде 350 лир на издание журнала «Новый Кавказ». Более того, Расулзаде на встрече с Агаоглу в Стамбуле просит его помочь найти работу Джейхуну Гаджибейли, планировавшему переехать из Парижа в Стамбул. Согласно письму Агаоглу от 17 марта 1925 года, он добился от ЦК организации «Тюрк оджаглары» ежемесячной выдачи 75 лир политэмигрантам Мамед Эмину Расулзаде, Хосров-беку Султанову и Абдулали-беку Амирданову. Кроме того, по личной инициативе Ахмед-бека 130 отделений организации «Тюрк оджаглары» на территории Турции подписываются на журнал «Новый Кавказ». Это спасает азербайджанских политэмигрантов от финансового краха. Именно из-за этой деятельности Агаоглу находился в центре внимания турецких органов спецслужб. В одном из отчётов военной разведки выражается беспокойство по поводу вероятности передачи Ахмед-беком 12 тысяч лир живущим в Турции эмигрантам-мусаватистам, которые были выделены ему Ататюрком на поездку в Измир. По этим причинам Агаоглу старался скрывать свои связи с азербайджанскими политэмигрантами и предпочитал тайную переписку.
По мере укрепления в Турции нового режима, в общественно-политической, экономической и культурной сферах усиливался авторитаризм. Ахмед-бек никак не хотел с этим мириться. Именно поэтому в 1926 году он адресовал Ататюрку отчётное письмо, в котором содержалась резкая критика находящейся у власти Республиканской народной партии. В качестве причины падения авторитета партии, злоупотребления правительственными функционерами своими полномочиями Агаоглу указывал однопартийную систему правления. Ахмед-бек подчёркивал важность перехода к многопартийной системе ради будущего развития демократических процессов. Кроме того, он выступал против того, чтобы депутаты от правящей партии одновременно с депутатской деятельностью руководили государственными компаниями в различных сферах экономики. Агаоглу написал это письмо после того, как ему было предложено руководить советом директоров одной из государственных компаний.
Для установления баланса в условиях однопартийного режима, выявления политических предпочтений в обществе, а также явных и тайных оппозиционных сил Ататюрк предложил послу Турции в Париже Фетхи Окьяру возглавить новую оппозиционную партию. В Новую свободную партию несколько позже по желанию Ататюрка вступил также Агаоглу. Наряду с ним туда вступила и сестра Мустафы Кемаля Ататюрка Макбуле ханым. В августе 1930 года была обнародована подготовленная Ахмед-беком программа партии Он также разработал устав партии.. Однако партия просуществовала недолго. Спустя 100 дней, 17 ноября 1930 года, она прекратила свою деятельность. Подавляющее большинство членов этой партии, включая её лидера, вновь примкнули к Республиканской народной партии. В 1931 года руководитель парии Фатхи Окьяр был назначен послом Турции в Великобритании. Лишь Агаоглу не вернулся в правящую партию. Ещё до распада Свободной партии он на встрече с Ататюрком дал слово, что если партия развалится, то никогда впредь не будет заниматься политикой и углубится в педагогическую деятельность.
Правительство не простило Ахмед-беку его переход в оппозицию. У дома Агаолгу в Кечиорене круглосуточно дежурили полицейские в штатском. Они регистрировали имена всех гостей и номера их автомобилей. По воспоминаниям Сурайи Агаоглу, в один зимний день Ахмед-бек пригласил стоящего на улице полицейского в дом погреться. И после этого полицейский уже дежурил в доме. Даже когда семья переезжала в Стамбул, супруга Ахмед-бека Ситара ханым посоветовала министру внутренних дел отправить и этого полицейского в Стамбул.
В 1932 году Агаоглу решает переехать из Анкары в Стамбул. Продав дом в Кечиорене, он заказывает архитектору Седату Четинташу дом в Стамбуле. В доме строится отдельная библиотека и овальная комната. В этой комнате по вечерам каждого понедельника Ахмед бек собирает представителей интеллигенции для дискуссий на социальные и культурные темы. После ухода из политики Агаоглу по большей мере занимается научно-историческими исследованиями. Именно он впервые выдвигает идею о том, что этруски имеют тюркские корни. По его мнению, этруски пришли с востока, пересекли Анатолию и появились на Апеннинском полуострове.
В 1933 году Ахмед-бек учреждает газету «Акын», чтобы проповедовать в турецком обществе либеральные ценности. Из-за того, чтобы эти ценности противоречили существующей на тот момент однопартийной системе, Агаоглу и его газета подвергаются нападкам со стороны подконтрольной власти прессы и государственных структур. Периодически против него выдвигаются судебные иски. На одном из судебных процессов Агаоглу заявляет:
Оказывается, тот, кто подал на меня в суд, в своё время был моим студентом. Если меня и стоит наказать, так это только за то, что я, будучи профессором конституционного права, не сумел правильно объяснить своему студенту, что значит «свободная мысль» и «свободное слово.
Газета побеждает в этом суде. Но становится понятно, что из-за того, что газета выступает против официальной пропаганды государства, изобличает случаи злоупотребления представителями высших властных кругов своими полномочиями, взяточничества, монополию в разных сферах экономики, ей не удастся просуществовать долго. Ататюрк приглашает Ахмед-бека Агаоглу во дворец Долмабахче и выражает недовольство материалами в газете. А потом говорит о невозможности пребывания Ахмед-бека на постах профессора университе это Агаоглу отвечает, что никогда добровольно газету не закроет. Рассерженный Ататюрк советует ему не забывать, что он получил убежище в Турции. В ответ Агаоглу говорит:
Я не впервые слышу подобные слова в свой адрес. Но, повторив сегодня вечером эти слова, вы вонзили меч в сердца 60 миллионов тюрков.
В сентябре 1933 года правительство закрыло газету «Акын». В последнем выпуске газеты от 24 сентября был жёстко раскритикована правительственная газета «Хакимиййет-и Миллийе». Кроме того, под видом реформ в университете Агаоглу был отправлен на пенсию. Это было трагедией для такого деятельного человека, как Ахмед-бек. В письме своему другу Фетхи Окьяру он писал:
Меня отправили на пенсию, и после этого двери активной жизни захлопнулись передо мной. Я всё это пишу вам не для того, чтобы жаловаться. Хочу излить душу тому, кого искренне люблю и кому доверяю. Жаловаться? На что и для чего? Вы знаете меня. Я достиг 66-и лет. Я разбираюсь в себе и не нахожу ничего, в чем могу себя упрекнуть…Самая тяжёлая, невыносимая беда для меня – быть выброшенным из жизни и оставаться озадаченным наблюдателем.

## Смерть и похороны
Ахмед-бек Агаоглу, в последние дни своей жизни прикованный к постели, перед смертью сказал собравшимся у его смертного одра детям:
Человек – это разумная машина, и она, конечно, тоже однажды остановится. Дайте мне слово, что ни одна сила вас не разлучит. Никогда не бойтесь говорить правду.
Ахмед-бек Агаоглу скончался 19 мая 1939 года в Стамбуле в результате сердечной недостаточности от воспаления печени. Был похоронен на кладбище Ферикёй, рядом со своей женой. В церемонии прощания с Ахмед-беком участвовали руководители области и муниципалитета, Лютфи Кырдар, депутат от Болу Реджеб Пекер, целый ряд парламентариев, представители области, партии и муниципалитета, профессора и студенты университета, работники прессы, преподаватели и учащиеся женского училища, друзья и ученики покойного. Доктор Фетхи Эдиб, Исмаил Хабиб и журналист Пейами Шефа выступили с речью, рассказав о деятельности Ахмед-бека, его заслугах в науке, тюркизме и воспитании молодого поколения. К могиле были возложены венки от университетов, агентства «Анадолу», спортивного клуба «Галатасарай», управления прессы, юридического факультета университета Анкары и друзей. С 19-го по 22 мая 1939 года все турецкие газеты опубликовали репортажи с похорон Ахмед-бека Агаоглу, воспоминания о нём, различных эпизодах его жизни.

## Семья
По возвращении в Шушу Ахмед-бек Агаоглу как-то гостит у Фаррух-бека Везирова, вместе с которым учился в Петербурге. Здесь он знакомится с двоюродной сестрой Фаррух-бека, представительницей известного рода Везировых Ситарой ханым и влюбляется в неё. По некоторым сведениям, Ахмед-бек, вопреки традициям того времени, не посылает сватов, а сам идёт свататься. Это приходится не по душе матери Ситары ханым, и она отказывается выдавать дочь за Ахмед-бека. Ахмед смог жениться на любимой лишь в 1902 году, после кончины её матери. Первенец четы Агаоглу, Сурайя, родилась в 1903 году в Шуше. В 1909 году семья, спасаясь от преследований, переехала в Стамбул. Здесь начинаются их трудные дни. В период, когда Ахмед-бек, после смерти сына-младенца Башира, приезжает в 1918 году в Азербайджан в качестве советника Нуру-паши, в Стамбуле дотла сгорает их новый дом. После возвращения же из Баку Агаоглу арестовывают и ссылают на Мальту. Ситаре ханым с большой семьёй приходится жить на чужбине без супруга. Но терпеливая женщина не рассказывает в своих письмах Ахмед-беку о своих трудностях. Чтобы вырастить детей, она продаёт всё, что есть в доме. Но ничего об этом Ахмед-беку не говорит. Ситара ханым скончалась в 1933 году в возрасте 52 лет. У Ахмед-бека и Ситары ханым было семеро детей. Везир и Башир умерли ещё в младенчестве. Остальные — Сурайя, Тезер (Тезе-ханум), Абдуррахман, Самед и Гюльтекин, получив высшее образование, сыграли важную роль в общественно-политической жизни Турции.
Сурайя Агаоглу родилась в 1903 году в городе Шуша. Была первой девушкой-студенткой юридического факультета Стамбульского университета. По завершении образования стала первой женщиной-адвокатом, юристом Востока, тюркского мира. Сурайя ханум принимала активное участие в политической жизни Турции, была одним из основателей Новой турецкой партии, руководила её стамбульской организацией. Она была автором ряда новшеств в социально-политической жизни Турции: входила в число основателей Турецкой ассоциации женщин-юристов, Ассоциации университетских женщин, Ассоциации распространения свободомыслия, Стамбульского клуба сороптимистов, Турецко-американской ассоциации университетов, Ассоциации друзей детей, руководила многими из этих организаций. Неоднократно представляла Турцию на международных мероприятиях. Была членом Международного союза юристов (1952), затем вторым секретарём Федерации женщин-юристов. В 1960 году была избрана представителем Международной федерации женщин-юристов в структурах ООН в Женеве. Выполняя в начале 80-х годов 20-го века обязанности вице-президента, стала на этом посту первой мусульманкой.
Вторая дочь Агаоглу Тезер Ташгыран родилась в 1907 году в Баку. Настоящее её имя было Тезеханым, но после переезда в Турции было зарегистрировано как Тезер. После окончания университета преподавала философию в женском и мужском лицеях. Она стала первой женщиной, преподававшей в мужском лицее. Впоследствии работала директором женского лицея Анкары и школы женщин-учителей Стамбула. В 1944 году была избрана депутатом Великого национального собрания Турции от Кастамону, а в 1946 и 1950 годах — от Карса. Является автором сотен статей и 12 книг.
Старший сын Ахмед бека, Абдуррахман Агаоглу, получил высшее инженерное образование во Франции, был одним из пионеров строительства современных электрических сетей Турции.
Средний сын, Самед Агаоглу, родился в 1909 году в Баку. После окончания юридического факультета в Анкаре некоторое время работал в Страсбурге. По возвращении в Турцию в 1950—1960 году был депутатом Великого национального собрания. После победы Демократической партии становится вице-премьером в правительстве премьер-министра Аднана Мендереса, министром труда, министром промышленности. После переворота 27 мая 1960 года Самеда Агаоглу, как и Мендереса и других членов правительства, арестовывают. Самеда Агаоглу приговаривают к пожизненному заключению. Но в 1964 году он выходит на свободу, попав под общую амнистию. В 1967 году посещает родину отца — Азербайджан. По возвращении на основе увиденного пишет книгу «Советская Российская империя». Самед Агаоглу также является автором книг «Страсбургские воспоминания», «Свобода», «Учитель Гафур», «Большая семья», «Знакомые лица», «Мой друг Мендерес» и др.
Самая младшая дочь Ахмед бека, Гюльтекин Агаоглу, была одним из известных педиатров Турции.

## Воспоминания
Ахмед бек Агаоглу начал писать мемуары за два года до своей смерти. В тот период он переживал своего рода творческий и мировоззренческий кризис, поэтому не завершил свои мемуары. Воспоминания охватили лишь периоды его жизни в Шуше, Петербурге и Париже. Самед Агаоглу так объясняет то, что его отец не дописал свои воспоминания:
За два месяца до смерти он, прочтя мне последние строки воспоминаний, сказал, что уже прекратит писать. Отец сказал, что не хочет испытывать печаль, вороша свои воспоминания, и велел нам продолжить писать в его тетради после его ухода из жизни.
О своём отце Ахмед-бек писал:
Мой отец жил легко, и умер легко. Никогда не знал печали. Был высоким, имел хорошее телосложение. Одной рукой поднимал до уровня своей головы двух человек такого же телосложения, что и сам. Когда он ехал верхом на лошади, никто с ним не мог соперничать. Он умел читать и писать. Понимал фарси и знал стихи Физули. Был верующим человеком. Когда его спрашивали, кто он, отвечал: «Альхямдуллиллах, я из уммы Мухаммеда, мой отец Мирза Ибрагим, его отец Гасан из рода Гурдлар. Никогда и не думал, что он тюрок. Не заботило его и то, что русские пришли и разрушили очаг рода Гурдлар. А что случилось? Хвала Аллаху, призыв к молитве произносится, мечети остаются, ахунды проповедуют, а в нашем доме днём и ночью происходят разговоры о религии…Он ел, пил, охотился на птиц…Ни разу в жизни не уезжал из Карабаха. Приводил ашугов, слушал их песни и наслаждался. Что могло заботить такого человека? Ах! Хоть бы он вырастил меня и сделал похожим на себя!
В воспоминаниях о своей матери Ахмед бек писал, что она была хрупкой и чувствительной женщиной. Ей не нравились священнослужители, хотя сама она была религиозной. Её религиозность была верой, укоренившейся в мышлении тюрка-кочевника. Она хотела видеть и Аллаха, и пророка, и духовенство такими же прозрачными, чистыми, без прикрас, как реки и горы, которые она видела. Ей не нравились странные, на её взгляд, одеяния ахундов и мулл. «Всё это обманчиво, я не хочу видеть своего сына таким», — говорила она.
К тому же у матери была одна амбиция. Русский царь, отправляясь на войну в Варшаву, запросил у черкезских, лезгинских, осетинских и тюркских беков по одну добровольческому полку. При формировании полка из Карабаха был выбран и родственник моей матери. Этот человек, проведя несколько лет в Речи Посполитой и Петербурге, вернулся на родину. Он научился говорить по-русски и принёс на плечах яркий аполет. После этого, когда в Карабахе приезжали высокопоставленные русские, они шли в его дом, встречались с ним и слушали народ при его посредничестве. Вся его семья, родственники гордились им. Моя мать хотела видеть меня таким же. Мечтала, чтобы я учился на русском, чтобы на плечах блестел аполет, чтобы те, у кого есть невзгоды, найдя приют у неё, обращались ко мне за помощью!!!
, — вспоминал Агаоглу.

## Книги

### Изданные книги
- «Шиитская вера и её источники», Лондон, 1893.

Книга основана на статье, представленной Ахмед-беком на IX Международном востоковедческом конгрессе в Лондоне. В ней автор раскрывает, как шиизм стал официальной государственной религией в Иране. Его дочь Сурайя Агаоглу утверждала, что за эту публикацию шах Ирана подарил ему бирюзовое кольцо.
- «Женщина в исламе», Тифлис, 1901.

В этой книге, посвященной положению женщин до и после ислама, Ахмед-бек, опираясь на исламские источники, коснулся их участия в исторических процессах, а также изучил вопрос о правах женщин в различных обществах в начале двадцатого века. Это произведение, опубликованное на русском языке в Тифлисе в третьем номере журнала «Кавказский вестник» за 1901 год, было переведено на турецкий язык Гасаном Али Эдизом. Этот перевод был впервые опубликован в 1959 году в Стамбуле.
- «Тюркская организация», Анкара, 1925.

Это заметки из лекций Ахмед-бека Агаоглу на юридическом факультете Университета Анкары.
- «Три культуры», Стамбул, 1927.

Сочинения Ахмед-бека Агаоглу на различные темы, написанные во время ссылки на Мальте, были позже собраны в 1927 году под названием «Три культуры».
- «Англия и Индия», Стамбул, 1929.

В этой работе Ахмед-бек Агаоглу раскрывает причины успеха Англии в административной сфере и плоскости государственных отношений. В книге Агаоглу объясняет, как Великобритания колонизировала более крупные страны, особенно Индию. Книга была впервые издана Республиканской типографией в Стамбуле в 1929 году.
- «В стране свободных людей», Стамбул, 1930.

Одно из аллегорических произведений Агаоглу. В произведении автор показывает, что должен сделать тюрок, разбивший оковы рабства, чтобы приехать в демократическую страну и стать её гражданином. Агаоглу показывает, что эта воображаемая страна, которую он называет «Землёй свободных людей», — это место, где правит верховенство закона и уважаются права других. Образ жизни и законы страны трактуются в произведении в утопическом смысле.
- «История права», Стамбул, 1931.

Книга обобщает некоторые аспекты лекций Агаоглу, которые он читал на юридическом факультете в 1931—1932 учебные годы.
- «Государство и личность», Стамбул, 1933.

Сборник статей Ахмед-бека, опубликованных в газете «Джумхуриет» о движении Кадро и журнале «Кадро». Название первой статьи из этой серии статей, опубликованной в газете «Джумхуриет» 13 ноября 1932 года, было «Государство и личность». Цикл статей состоит из 14 статей[136].
- «Иран между 1500 и 1900 годами», Анкара, 1934.

В книге повествуется об истории Ирана с начала XVI века до 1896 года и роли тюрков в истории Ирана.
- «Иран и революция», Анкара, 1941.

Книга рассказывает об истории Ирана с XVI века до 1925 года и исторических событиях, которые произошли во время правления иранского шаха Резы Пехлеви. Фактически, это расширенная форма описания событий после 1896 года, добавленных к книге об Иране между 1500 и 1900 годами.
- «Что есть я», Стамбул, 1939.

Ахмед-бек Агаоглу написал серию из пяти статей, опубликованных под этим названием в газете «Джумхуриет» 5 сентября 1936 года, а 19 декабря 1939 года — ещё четыре статьи под тем же названием. После смерти Агаоглу его дети опубликовали книгу под названием «Что есть я», состоящую уже из 12-и статей (были добавлены три неопубликованные статьи). Это аллегорическое произведение. Один из разделов произведения называется «На Божьей Горе». Статья Агаоглу о старом турецком образе жизни в газете «Джумхуриет» была позже опубликована под тем же названием в его труде «Что есть я». Информацию о древнетюркской жизни Ахмед Агаоглу получил из работы русского учёного Серошевского «Якуты». Эта статья также является аллегорическим произведением.
- «Без души нельзя», Анкара, 1941.

Это дидактические воспоминания, написанные во времена ссылки на Мальте. Ещё одно аллегорическое произведение Агаоглу.
- «Восстание или революция», Анкара, 1942.

Работа Ахмед-бека, состоящая из статей, опубликованных в газете «Хакимиййет-и Миллийе» в мае-августе 1922 года, чтобы подчеркнуть, что движение, начавшееся и продолжавшееся в Анатолии до «Великой Победы», было основано на принципе построения нового государства и ведения борьбы за национальное спасение. Эти статьи были собраны после его смерти и опубликованы в виде книги.
- «Воспоминания о свободной партии», Стамбул, 1969.

Это воспоминания о том, как он присоединился к Свободной республиканской партии в 1930 году, политической среде тех дней, целях партии и ситуации, в которой она оказалась.

### Книги об Ахмеде Агаоглу
- «Воспоминания о моём отце», Анкара, 1940.

Книга была издана Самедом Агаоглу в Анкаре в 1940 году, в первую годовщину смерти его отца. Состоит из трёх частей. Первая включает воспоминания Самеда Агаоглу о своём отце, вторая — воспоминания Ахмед-бека Агаоглу о своём детстве и юности, третья — статьи об Ахмед-беке, написанные после его смерти.
- «Друзья моего отца», Стамбул, 1998.

В книге «Друзья моего отца», написанной Самедом Агаоглу, созданы портреты ряда видных личностй, стоявших плечом к плечу с его отцом, Ахмедом Агаоглу, в тюркском движении, в мире искусства и политики, в борьбе за создание новой Турции. Автор, не называя имён этих людей, раскрывает их характерные черты, жизнь, борьбу и идеалы, равно как и Ахмеда Агаоглу. Книга была опубликована в Стамбуле в 1998 году, а также издательством «Ганун» в Баку в 2016 году.
- «Патриарх тюркизма Ахмед бек Агаоглу», Баку, 2018.

Книга написана доктором исторических наук, исследователем Азербайджанской Демократической Республики Айдыном Балаевым, автором нескольких монографий по вопросам формирования национальной идеологии азербайджанского народа, и издана в 2018 году по случаю 100-летия АДР. Автор стремился не просто перечислить биографические данные этой незаурядной личности, но и, опираясь на обширный документальный материал, проследить эволюцию его взглядов в контексте эпохи и окружения, показать стоящие перед ним проблемы и задачи, а также предложенные им пути их решения. Перед читателем встаёт образ удивительно талантливого человека, мечтателя и бунтаря, несгибаемого борца и мыслителя. Книга на русском языке предназначена для историков, этнологов, политологов, а также широкого круга читателей, интересующихся азербайджанской историей.